# Ibn Tajmíja
Ahmed Ibn Tajmíja (22. ledna 1263 Harran – 26. září 1328 Damašek) byl tradiční hanbalovský učenec, který se v pozdější etapě svého života stal v náboženském právu nezávislým absolutním mudžatahidem. Prosazoval idžtihád namísto taqlidu.
Řadí se k nejvýznamnějším sunnitským myslitelům. Ortodoxním islámem je ceněn pro své úsilí o oživení sunny a boj proti herezím na poli ideologie. Ve své době byl vnímán jako kontroverzní postava a několik let svého života strávil ve vězení, ve kterém nakonec zemřel. Napadána byla jeho inteligence, byl viněn z hereze a znevažování proroka Mohameda. Hlásil džihád se zbraní v ruce proti Mongolům, Alavitům, Ismá'ílíjcům a dalším. Jeho dílo, především Wásitské vyznání, se stalo ideovým základem salafíjského islámu a wahhábismu. Inspirovalo též některé vzbouřenecké islamistické skupiny 20. století.

## Život
Narodil se v dnešním Turecku v Háranu na hranicích se Sýrií do rodiny praktikující Hanbalovský mazhab. V dětském věku s rodinou utekl před Mongoly do Damašku. Damašek byl ve 13. a 14. století pod přímou nadvládou egyptských Mamlúků a úspěšně odolával mongolské agresi. V Damašku a v celé Mamlúcké říši bylo možno praktikovat bez postihu všechny čtyři sunnitské mazháby. Po pádu Bagdádu, jakožto ústředního centra Hanbálovců se Damašek stal jejich útočištěm.
Byl člověkem se složitým charakterem. Jeho odpůrci napadali jeho inteligenci a zásluhou Goldzihera (orientalista) do orientalistiky pronikla myšlenka, že to neměl v hlavě v pořádku. Tato teze vychází z výroku arabského cestovatele Ibn Battúty z roku 1369. Jeho stoupenci však jeho inteligenci uctívali. Z dochovaných spisů jeho učedníků a kritiků se dá usuzovat, že za jeho konflikty mohla vznětlivost, agresivita a popudlivost. Ve svém písemném projevu působil velmi opatrně, uváděl vždy více názorů. Vžitý názor, že vyzýval pouze k džihádu a obviňoval z bezvěrectví, je jeho písemný projev kultivovaný a vcelku umírněný.
Vedl odříkavý (asketický) život. Aktivně vystupoval v politickém i náboženském životě. Nikdy se neoženil a neměl konkubíny. Svůj hadždž do Mekky a Medíny vykonal v listopadu 1292.

## Učení
Jeho prvním učitelem byl otec a během dospívání v Damašku Šam ad-dín Abdul al Maqdísí. Odmala studoval tradiční právní disciplíny – hadís a koránskou exegezi. Studoval nejen hanbálovské právo, ale i další právní školy (málikovský mazhab, šáfiovský mazhab, hanífovský mazhab) a dokonce tehdy již zaniklá záhirovský mazhab. Výklad Koránu vyučoval v Umajjovské mešitě. Podle jeho praxe Koránské výroky je třeba brát doslovně. Víra se nesmí sklánět před rozumem, neboli lidský intelekt musí být podřízen náboženským textům Koránu a sunny.
Jeho mimořádnost spočívala v tom, že ačkoliv odmítal například kalám a celkově filosofii ve víře tyto obory podrobně studoval. Studoval sektářská díla a nespoléhal se jen na sunnitské hereziologické práce. Znal ideologii ší'itských sekt. Znal detailne cháridžu. Kritizoval představitele duchovenstva a své současníky za odklon od učení Koránu a sunny. Kritizoval scholastické teology (kalám resp. mutakallimun) pro jejich racionalismus, sufijské myslitele (ittihadíja) a praktiky súfismu. Odmítal jev zvaný zijára (nevychází z Koránu), který souvisel s rozvojem kultu mrtvých a návštěv jejich hrobů. Odsuzoval kult ikon a soch typický pro křesťanství.
Aniž by si to připustil, byl podle Laousta (orientalista) hluboce ovlivněn pojednáním baserských vzdělanců zvaných Bratři čistoty a do značné míry nedokázal uchránit vlivů racionalistických teologů, filosofů a sektářským myslitelů. Henri Laoust a George Makdisi v jeho učení spatřují vliv starého qadarijského mystického řádu.

## Myšlení
Zabýval se náboženským právem, teologií a filosofií. Řešil otázky politické, společenské a ekonomické.
Za zdroje práva považoval Korán a sunnu. Idžma (konsensus) a qijás (analogie) jim byly podřízeny. Princip idžma bylo možné uplatnit jen tam, kde neexistoval precedens. Qijásu bylo použito tam, kde bylo třeba právního úsudku porovnáním.
Jeho teologické myšlení je značně komplikované a vyznačuje se jemností významů a myšlenek. Do dnešní doby není zpracováno kompletně celé jeho dílo. Není známá chronologie jeho písemností a je prakticky nemožné sledovat vývoj jeho myšlenek. Jeho obdivuhodná erudice, plná bohatých odkazů na různé myšlenkové koncepce a jména, notně ztěžuje porozumění některých metafyzických problémů. I přes tyto problémy má jeho učení značný vliv na islámský svět. Vedle svých až grafomanských sklonů byl schopen psát čtivé, zjednodušené verse pro představitele státní moci a široké masy. Tyto ideologické brožurky jsou prakticky zcela oproštěny od složitých argumentací a intelektuálních referencí.
Jeho filosofické myšlení je charakteristické systematickou kritikou sylogistiky.
Byl idelogicky a politicky angažován z důvodu záchrany ortodoxního islámu a jeho reforem.

## Vybraná díla
- O poutích a rituálech – kniha napsaná po jeho hadždži do Mekky a Medíny v roce 1292
- Cesta sunny – polemika proti knize Cesta charismatu z pera šiitskeho teologa Al-Hillího
- Odpověď logikům – připouštěl platnost logickou dedukcí jen v čistě exaktních vědách, ale v teologii nemá logika žádné místo.
- Wásitské vyznání – katetický spis určený k vzdělání mas v ideologickém boji proti pohanským Mongolům. Za al-Wásatíja a další dogmatický spis al-Hámawíja byl v roce 1305 vězněn. Do češtiny přeložil Mgr. Pavel Ťupek, Ph.D., který rovněž opatřil knihu poznámkovým aparátem, úvodem, životem Ibn Tajmíji a historickým kontextem.